# غرفة كهرباء

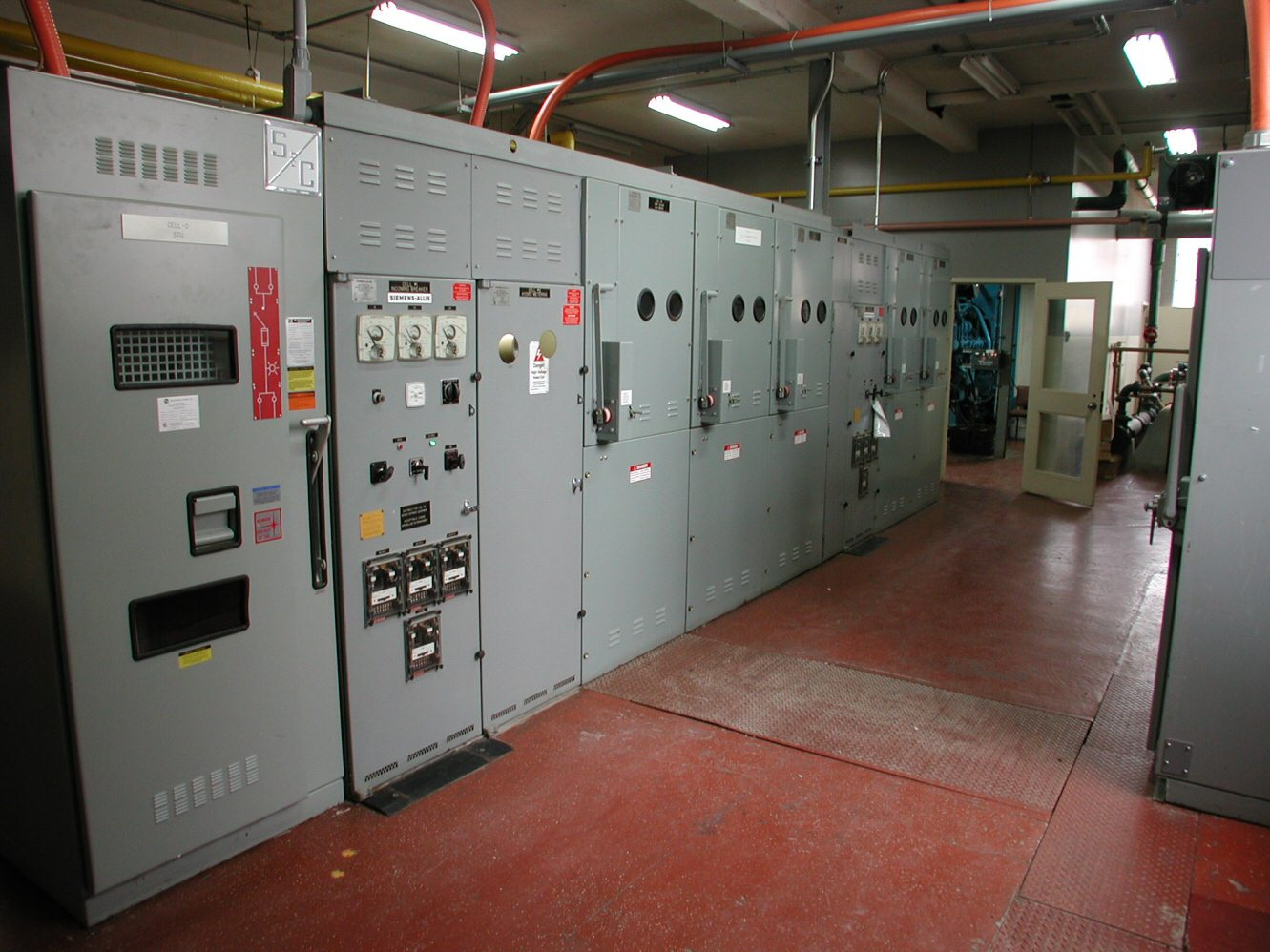
غرفة توزيع الكهرباء الرئيسية في مبنى كبير.

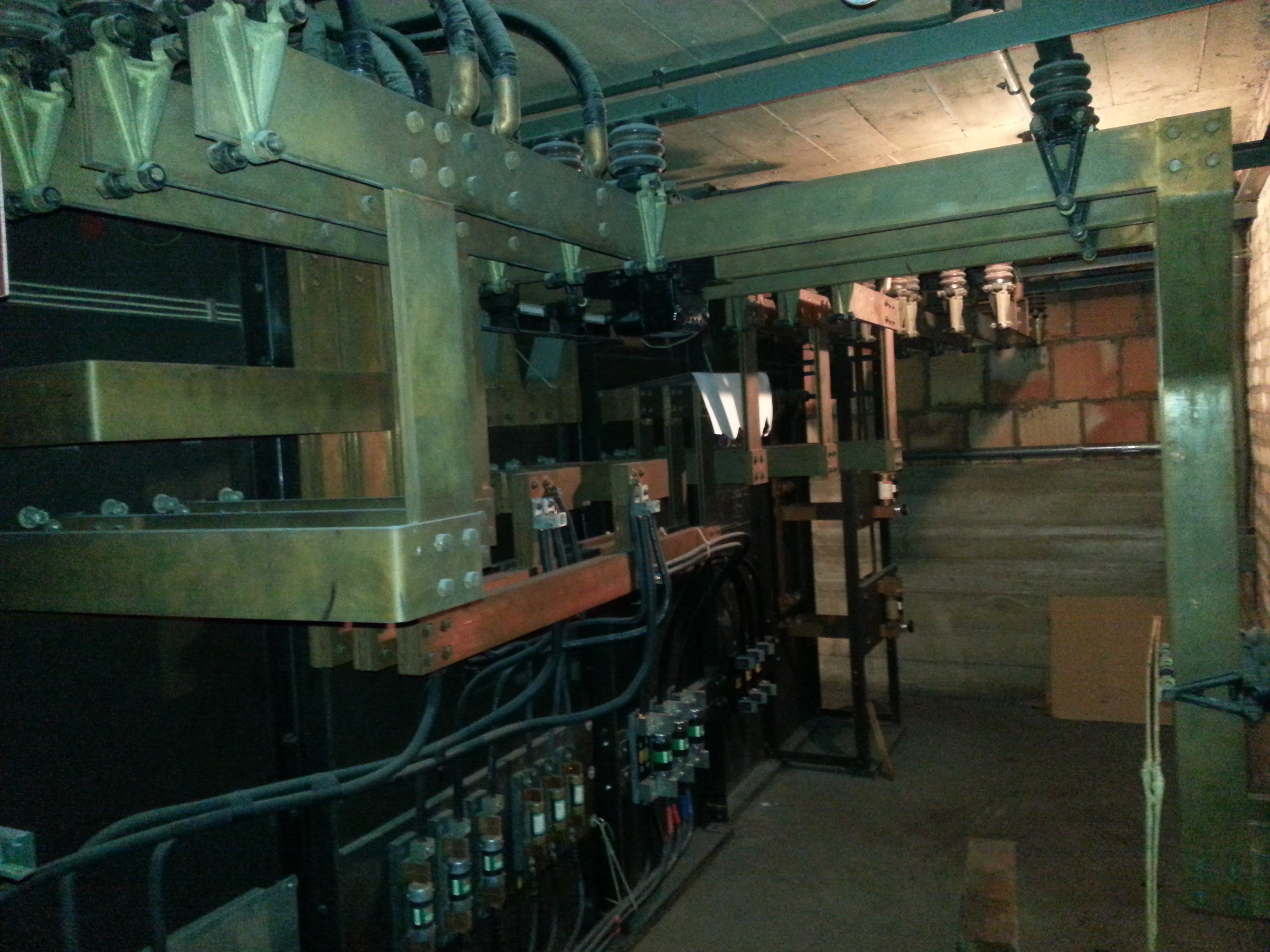
الجزء الخلفي من غرفة كهربائية قديمة، لا يزال يعمل في مصنع أمريكي اعتبارًا من 2014. جميع قضبان التوصيل مفتوحة ويجب على المشغلين توخي الحذر حتى لا يلمسوها.

غرفة الكهرباء هي غرفة أو مساحة في مبنى مخصص للمعدات الكهربائية. عادة ما يتناسب حجمها مع حجم المبنى؛ قد تحتوي المباني الكبيرة على غرفة كهربائية رئيسية وغرف كهربائية فرعية. قد تكون المعدات الكهربائية لمعدات توزيع الطاقة، أو لمعدات الاتصالات.
تحتوي الغرف الكهربائية عادةً على المعدات التالية:
- اللوحات الكهربائية
- لوحة التوزيع الكهربائية
- قواطع ومفصلات الدائرة وفيوزات
- عداد الكهرباء
- محولات
- قضيب توصيل
- بطاريات احتياطية في غرفة البطارية
- لوحات تحكم إنذار الحريق
- لوحات التوزيع

في مجمعات المباني الكبيرة، قد تحتوي الغرفة الكهربائية الأولية على محطة كهرباء فرعية داخلية.

## مميزات البناء
تختلف مواصفات بناء غرفة الكهرباء عن مواصفات بناء باقي المبنى، فعلى سبيل المثال، يتم تعزيز الأرضيات لدعم المحولات الثقيلة، اللوحات الكهربائية ومعدات التحويل. كما يتم تدعيم الجدران والأسقف لدعم حاملات الكابلات والقضبان. يمكن أن تحتوي الغرفة على أنظمة الكشف عن الحريق واطفاءه مثل إسطوانات غاز ثاني أكسيد الكربون.
تطلب هذه الغرفة في العادة إلى مصدر جيد للتهوية أو تكييف الهواء، لأنه كلما زادت عدد الأجهزة الكهربائية كلما ارتفعت درجة الحرارة.
أبواب الغرفة من النوع المزدوج لتوفير المساحة اللازمة لصيانة المعدات الكبيرة. توضع على هذه الأبواب لافتات «للعاملين فقط» في العادة.
تنص كل الأكواد الكهربية مثل المواصفات القياسية الكهربائية الأمريكية بأنه يجب تأريض الغرفة واللوحات بها لتوفير مسار للتيار الهارب والحماية من الصواعق. في المنشآت الكبيرة والهامة، يجب توفير درع كهرومغناطيسي لمنع حدوث تداخل لأجهزة الصوت والفيديو وأنظمة الدخول.

## القوانين
تخضع غرف الكهرباء لقوانين البناء المحلية وقوانين السلامة والصحة المهنية. يمنع دخول هذه الغرف لغير المتخصصين لخطورة الأجهزة. في بعض الحالات يجب أن يكون للغرفة باب هروب احتياطي للسماح بالخروج السريع في حالة الطوارئ.
بسبب احتواء الغرفة على معدات يمكن أن تحتوي على النفط، يجب توفير سبل إطفاء الحرائق النفطية.
يحدد كود البناء واللوائح الكهربائية الحد الأدنى من مساحة الغرفة على حسب حجم المعدات لتوفير مساحة عمل مناسبة للصيانة. 

## وصلات خارجية
- تصميم الغرف الكهربائية- يوتيوب